# Holy Wars... The Punishment Due
Holy Wars… The Punishment Due — пісня американського треш-метал гурту Megadeth.

## Структура музики
Музика в пісні має незвичайну структуру. З 2:26 після акустичного переходу Марті Фрідмана починається більш повільна та важка частина під назвою «The Punishment Due». Всю композицію в цілому зазвичай називають просто «Holy Wars».

## Тематика лірики

### Holy Wars
Пісня присвячена конфлікту в Північній Ірландії між католиками та протестантами, а також наповнена ставленням Дейва Мастейна до релігії.

### The Punishment Due
Текст «The Punishment Due» заснований на персонажі коміксів компанії Marvel Каратель.

## Відеокліп
Кліп на пісню «Holy Wars…» знімався в серпні 1990 року під час війни в Перській затоці. Відео становиьтьться з уривків теленовин, присвячених військовим конфліктам 1980-90-х років (більшість з показаних — війни на Близькому Сході).

## Популярна культура
- Пісня увійшла в саундтрек до відеогри Rock Revolution. Так само її можна зіграти в таких іграх як Guitar Hero: Warriors of Rock та Rock Band.

## Список композицій
7" версія
1. Holy Wars…The Punishment Due
2. Lucretia

12" версія
1. Holy Wars…The Punishment Due
2. Інтерв'ю з Дейвом Мастейном

CD версія
1. Holy Wars…The Punishment Due
2. Lucretia
3. Інтерв'ю з Мастейном

## Учасники запису
- Дейв Мастейн — гітара, вокал
- Марті Фрідман — гітара
- Девід Еллефсон — бас-гітара
- Нік Менца — ударні